# 한의학
한의학(韓醫學, Korean Medicine)이란 한국에서 기원하고 꾸준한 교류를 통해 발전한 인체의 구조·기능을 탐구하여 보건의 증진, 질병의 치료·예방 등에 대한 방법과 기술을 연구하는 전통의학의 일종이다.

## 명칭
일제 강점기 이후 일본의 영향으로 일본식 용어인 한방(漢方)으로 불렸으나 해방후 북한에서 먼저 동의(東醫)라는 명칭을 사용하며 전통의학의 자주성을 강조하자, 한의학의 漢을 韓으로 바꿔표기하다가 1986년에 의료법개정으로 명칭변경이 법제화되었다.

## 현대의학과의 차이
첫째. 현대의학과 다른 점은 사람의 몸을 환원적인 개체의 모임으로 보는 것이 아니라, 하나의 유기체로 본다는 것이다. 한의학에서는 사람의 몸은 또 다른 우주라고 하여, 서로 관계가 없어 보이는 기관 사이에도 흐름이 존재하고 이것이 질병을 치료하는 데 중요한 요소가 된다고 본다. 즉 한의학은 전체적 통찰적인 관점(거시적)에서 인체를 바라본다.
둘째. 치료관점에서 본다면 현대의학이 미시적인 변화(병인)이 질환을 만들어낸다고 보고 이 변화를 되돌리고자 한다면, 한의학은 거시적인 변화가 질환을 만들어낸다고 보고 치료 또한 이 부분에 중점을 두고 있다.
한의사는 망진(望診), 문진(聞診), 문진(問診), 절진(切診)의 사진(四診)을 통해 수집된 정보를 종합 분석함으로써 질병에 대해 전체적으로 이해하고, 질병에 대해 한의학적 진단을 내리게 된다. 이러한 진단을 바탕으로 한의사는 침, 약침, 뜸, 부항, 추나, 한약, 한방물리치료 등과 같이 선조들로부터 전통적으로 내려오는 한의학(韓醫學)을 기초로 한 한방의료행위와 이를 기초로 하여 현대에 들어 새롭게 응용·개발한 한방의료행위를 통해 환자를 치료하게 된다.
서양에서 한의학은 대체의학 또는 대체요법의 일종으로 여겨지며 이는 한국에서 한의학이 의료법상 대체의학으로 분류되지 않는 것과 대비된다. 한국에서 한의학은 중국의 중의학, 일본의 한방의학처럼 현대의학과 병행하여 주류의학의 한 축을 담당하고 있는 특징을 보인다.

## 치료 방법

### 한약

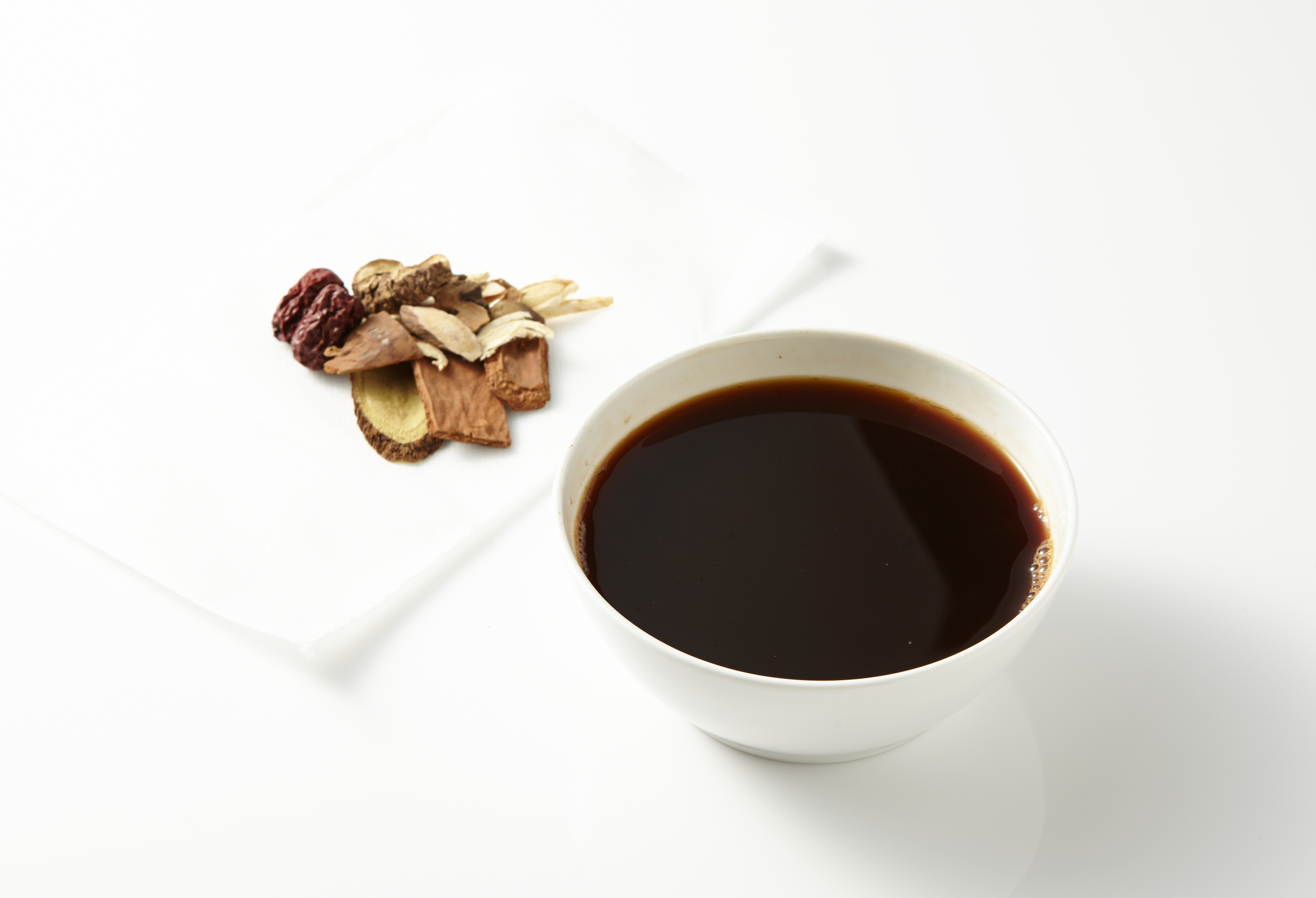
한약

하나의 방제가 그와 같은 효능과 기전을 가짐은 처방을 구성하는 본초들이 가지는 성질과 상호작용하면서 이루어진다. 이것을 방제라고 한다.

### 침구치료
한국한의학연구원의 한국 침법 발굴조사 보고서에 따르면 한국의 침구술은 다음과 같다.
- 부산 사상침법
- 서울 태극침법
- 서울 파동침법
- 서울 월오사암침법
- 서울 한침법
- 대구 평침화침법
- 충북 영동 곡운침법
- 대전 황구침법
- 서울 격팔상생역침
- 서울 동양자연의학연구소
- 전남 함평 안침
- 경북 고령 전통한침
- 서울 체절신경조절요법
- 경기도 과천 주행침법
- 서울 편자요법
- 충북 청원 할침
- 대구 오기침법
- 서울 한서자기요법
- 경기도 용인 삼극침법
- 경북 영주 회침
- 충북 청주 중완침
- 충북 제천 독맥부항요법
- 제주 신침요법
- 제주 소아침법
- 서울 타임라인 의약침법
- 부산 에너지 테라피 침법
- 충남 홍성 소침도 요법
- 서울 파동공진요법
- 대구 화인기경요법
- 서울 혈위매선요법
- 서울 정통사암오행침
- 서울 화주경락온열요법
- 부산 태곤 왕뜸
- 대구 요통특화 직접구요법
- 충북 청주 수경요법
- 서울 용화당 인산뜸
- 전남 해남 금사주입요법
- 부산 마야구
- 대전 황제침법
- 서울 도암 사대체질팔상침법
- 서울 거머리요법
- 서울 석호침법
- 서울 청자괄사요법
- 서울 EFT
- 서울 SI기법
- 서울 평평침법
- 강원도 양구 벌침요법
- 강원도 강릉 활혈침
- 인천 강화도 북한침법
- 강원도 강릉 기문둔갑침법
- 대전 목침요법

### 약침치료
약침요법은 한국 한의학에서 시작되어 발전해 온, 차별화된 매우 독특한 치료기술이다. 학문적으로 분류하자면 약침요법은 침구요법과 약물요법을 결합한 신침요법의 일종이다. 침구요법은 경락론을, 약물요법은 기미론을 바탕으로 하므로 약침요법은 경락론과 기미론 모두를 근간으로 한다. 시술하는 과정에서 주사기를 사용하나 치료 약물의 선정은 기미론, 치료 부위의 선정은 경락론을 위주로 하므로 약침요법은 과학기술 및 의료기기의 발달로 탄생한 한의학의 독특한 치료기술이라 할 수 있다. 이러한 약침은 1963년 한약업사인 남상천의 저서 [경락]에 의해 세계 최초로 소개되었다.
대표적인 연구단체로 사단법인 대한한의학회 정회원 학술단체인 대한약침학회 가 있어, 안전한 약침제제의 조제법 연구 및 다양한 약침액의 개발을 위해 본 학회 연구실을 개설하여 현재 KGMP 시설에 준하는 무균실을 갖추고 회원들이 연구에 매진하고 있으며, 신뢰받을 만한 연구역량을 회원 및 대외에 알리고자 노력하고 있다.

### 교정치료
인체의 균형을 중시하는 한의학의 대표적인 치료법 중에는 교정치료가 있는데, 이는 주로 척추를 교정하여 인체의 정상 대사를 찾아주는 데 의미가 있다.
추나는 대표적인 교정치료 중 하나이다. 대표적인 연구단체로 척추신경추나의학회 가 있다. 추나요법은 한의학 경전인 『황제내경』 등에 기록된 도인안교에서 유래된 치료법으로서 근골격계 기능이상 및 관절가동성 장애에 대한 관절교정을 주로하는 정골 추나술; 경혈 (각종 반사점 포함)에 대한 자극과 경근(근육, 인대, 근막)의 기능이상을 바로 잡는 경근 추나술 ; 수동운동 및 능동운동을 통하여 경근(근육, 인대, 근막) 및 관절의 기능이상을 해소하고 국부의 운동기능을 개선시키는 도인 추나술을 포함하는 수기치료(손으로 하는 치료)를 가리킨다.
또한 대한한의학회 정회원 학술단체인 척추진단교정학회 보관됨 2014-12-18 - 웨이백 머신 가 있어 공간척추교정학으로 인체 구조 기능을 연구하고 교육하고 있다. 공간척추교정학은 골반 및 척추를 교정해 근골격계 질환뿐만 아니라 내장기계 질환, 만성질환, 성인병, 알레르기, 면역질환, 난치병 등 전신질환을 치료하고 예방 교육하는 통합치료의학이다. 시술법과 치료효과를 표준화하고 객관화하기 위해 고려대학교 공과대학 기계공학부 ERC센터와 공동연구업무협약과 콘소시움을 구성해 인체공학적인 차원에서 다양한 연구를 진행하고 있다.

### 심리치료
심리치료란 어떠한 사람의 심리를 바꾼후 처방하는 것이다. 한의학에서는 마음을 단순히 하나의 기관의 기능으로 보지 않고 몸 전체의 균형이 미치는 영향에 대해서 설명한다.

### 외과수술
현대에는 도침요법 등 마취가 필요하지 않은 시술들을 중심으로 외과시술이 이루어지고 있다.

## 부작용
한의학에서 사용하는 치료 역시 다른 여타의 의약품 및 처치와 동일하게 부작용 등이 보고되고 있다. 한약의 경우 2016년까지 국내외에 보고된 244건의 한약 RCT에서 보고된 이상반응을 살펴본 결과 15,441명의 복용자 중 480건(3.1%)에서 이상반응이 보고되었으며, 258명에게서 혈액검사상의 변화가 관찰되었다. 소화불량(44.3%), 신경증상(17.3%), 식욕부진(16.3%)가 주요 이상반응이였으며, 간수치변동은 5명(1.1%)였다. 현재 한약부작용 중 공식적으로 인정되고 있는 부분은 Aristolochic acid로 인한 신독성이다. 광방기, 관목통 등이 여기에 해당되며 2000년 이후 대한약전에서 삭제되었다.
현재 가장 논란이 되고 있는 부분은 한약의 간독성 부분이다. 한약간독성 관련 대규모 연구 2가지를 소개하면 2012년 소화기학회지에 보고된 연구로 100병상 이상의 다기관 연구로 약인성간손상의 비율과 위험인자에 대하여 살펴보는 연구였다. 약인성 간독성의 비율은 10만명당 12명으로 타국과 비슷했으며 보고된 371명의 원인에서  "herbal medications" (102, 27.5%), "prescription or non-prescription medications" (101, 27.3%), "health foods or dietary supplements" (51, 13.7%), "medicinal herbs or plants" (35, 9.4%), "folk remedies" (32, 8.6%), "combined" (30, 8.2%), "herbal preparations" (12, 3.2%), and others (8, 2.2%)로 보고되었다.
2015년 대체의학회지에 보고된 코호트 연구에 의하면 근골격계 질환으로 입원한 6,894명의 입원환자에게서 한약 복용 전과 후의 LFT통한 간수치 변화를 살펴보았는데 입원당시 354명(5.1%)의 수치상 이상이 있었으며, 퇴원시에는 217명(3.1%)에서 간수치 이상을 보였다. 정상이었던 환자 중에서 27명(0.6%)에서 수치상승을 보여주었다.
한의학계는 국내에서 진행된 이들 연구는 국내의 의료체제를 고려하였을 때 이해관계로 인한 편향이 작용하였을 것이기에 신뢰할 수 없다고 주장한다.
미국에서 2015년에 발표된 연구 자료에 따르면 약인성 간손상을 입은 환자 899명을 조사한 결과 항균제(46.52%), 순환기계 약제(10%), 중추신경계 약제(9.35%), 항종양제(5.59%), 진통제(3.76%), 면역억제제(3.08%) 등 약으로 인한 간 손상이 약 80%이상으로 나타났으며 약초나 음식물에 인한 간손상은 16.52%라고 한다.
2015년 대전대학교에서 국내에 보고되었던 한약의 간독성에 대한 자료를 체계적 고찰한 결과, 한약에 의한 간독성 유발 사례로 보고된 사건의 약 90%가 전문가의 처방에 의한 한약이 아니라 개인이 단일 약재를 임의로 복용하거나 건강원 등에서 복용한 경우라고 밝혔다. 나머지 10%의 간독성 사례는 한의사에게 처방받은 약제에 의해 발생했기에, 체계적인 시험 과정을 거치지 않은 채 개인의 임의로 처방되는 한약제 자체의 위험성을 시사한다.
침, 부항, 약침, 뜸의 경우 문제는 각 술기에 따른 특수한 부작용이 아닌 주로 침습적 처치로 인한 의료사고로 피부질환(발적, 물집) 및 감염(봉와직염, 골수염), 의인성기흉, 화상 등이 보고되고 있다. 한의학계는 이러한 의료사고는 전문의료인에게 시술을 받을 경우 그 위험성이 줄어든다고 주장한다.

## 한국의 전통의학
한국에서는 삼국시대 이전에도 독자적인 의학이 발달해 일본에 의료기술을 전해주기도 하였다. 고려 말기에는 중의학에서 사용하는 본초(本草)와 한국에서 사용하는 한약재인 본초의 차이점을 구분한 '향약(鄕藥)'이 나타난다. 이러한 노력이 조선시대 초기 '향약집성방' 등의 책자의 편집으로 이어진다.
광해군 재위 기간에 허준은 '동의보감'을 집대성하게 되는데, 내경과 외형, 잡병, 탕액, 침구편 등으로 나뉘어 만든 점과 치료 부분을 탕액, 음식, 침구, 도인(수양법)으로 정리하고 있는 점은 기존 임상서와 많은 차별을 둔 역작이라고 할 수 있다. 그리고 이것은 중국 중심의 '한의학(漢醫學)'으로부터 '동의(東醫)'라고 하는 이름을 조선후기 동무 이제마의 '동의수세보원'으로 이어지게 한다. 한편 동의보감 이후의 임상서적은 동의보감을 간추려 보는 방식이 유행하여 조선 말기 황도연의 방약합편은 광복 이후 오늘날에 이르기까지 한의학 임상가가 애용하는 책이 되었다.
이제마의 동의수세보원은 체질의학이라는 한국의 독특한 의학사상으로 익히 알려져 있으며 조선 성리학적 세계관이 투영된 의학이라는 점이 특징이라 할 수 있다. 이것은 자연과 사람, 사회와 사람, 사람과 사람, 물질과 사람에 대한 이해를 바탕으로 만든 심신의학이다.
한편 일제 강점기 중에 선교사를 통해 전래된 의학과 학문 논쟁이 일기도 했는데, 여기서 조헌영은 '통속한의학원론'이라는 책에서 한의학으로 보는 인간관과 의학으로 보는 인체관의 차이점과 한의학의 특수성을 조금 더 구체적으로 언급하고 있다.

## 근현대의 한의학
조선 말기 고종, 순종 때 활동했던 의사들은 조선후기까지 이어온 한국 한의학의 전통을 그대로 계승한 인물들이다. 이들은 조선 후기까지 이어진 한의학의 전통을 계승하면서 개항기 유입된 의학으로 인한 한의학의 위기를 점차 인식하기 시작한 세대였다. 일부 인물들은 궁중에서 어의로 근무하면서 세계 의료계의 변화를 느끼면서 진료를 했고, 민간에서 활동한 인물들은 한의학에 대한 국민적 선호를 바탕으로 사회적 입지를 굳혀나갔다.
궁중에서 어의로 근무한 인물들은 조선왕조실록, 승정원일기, 일성록 등 궁중의 역사 속에서 그 활동상을 찾아볼 수 있다. 박준승(1847~?), 홍철보(1853~?), 서병효(1858~1939) 등 이 시기 어의들이 치료의 공적으로 상을 받거나 관직의 품계가 상승하거나 지방관에 임명되었다는 기록들이 나온다. 이들 어의는 일제가 조선을 점령한 1910년 후에도 한의사 단체를 설립하거나, 한의학 교육기관의 운영 등에 직간접적으로 관여했다.
일제가 조선을 점령하자, 이들은 크게 좌절하여 궁중에서 나와 서울 장안에 한의원을 개설하여 진료활동을 하기도 했다. 일제의 의학 위주의 정책은 이들로 하여금 한의학 부흥을 위한 운동에 나서도록 했고, 이 때마다 이들은 논쟁의 중심에 서게 된다.
이준규(1852~1918)는 1906년 의방촬요라는 제목의 의서를 간행하는데, 이 책은 고종의 명령을 받고 직접 지은 조선 최후의 관찬의서라는 데 의의가 있다. 이준규는 당대에 명망 있던 어의로서 백성에게 도움이 될 의서를 만들어달라는 고종의 뜻을 받들어 책을 지었다.
배석종(1874~?)은 어의로 1906년 상중임에도 고종이 치료를 위해 입궐할 것을 명할 정도로 실력 있는 명의였다.
홍재호(1872~?)는 구한말 궁중에서 쌓은 경험을 바탕으로 일제강점기에 '음양백초정'이라는 약물을 개발하여 대중화시킨 어의 출신 한의사이다. 그는 약물 개발로 얻어낸 대중적인 인기를 바탕으로 <동아일보>와 의방유취를 찬양하는 인터뷰를 하기도 했다.
개항기에 민간에서 활동하면서 한의학 연구로 시대를 빛낸 3대 명의 황도연(1807~1884), 이제마(1836~1900), 이규준(1855~1923)의 활동도 두드러진다. 이들 세 인물은 조선시대까지 이어온 한국 한의학의 명맥을 현대 한의학으로 계승한 학술 대가들이다. 유의라는 공통점을 지닌 이들은 당시 최고의 지식인들로서 독창적인 학문관을 드러내 보여 준다는 점에서 의미가 있는 인물들이다.
1898년 최규헌과 이학호는 대한의사총합소라는 한국 최초의 근대적 한의사 단체를 구성하는데, 이 단체는 이후 설립되는 한의사 단체들의 모태가 되었다. 이 단체는 1909년에 취지서를 내면서 본격적인 활동을 시작했다. 이 때 발기인 명단에 들어간 인물들은 임병후, 김해수, 김진하, 김양제, 홍종철, 조병근, 김관직, 이해성, 경도학, 노구영, 장형빈, 정재철, 이희풍 등이다.
1904년에는 장용준(1867~?)을 중심으로 동제의학교라는 한의학 교육기관이 설립되었는데, 이 학교는 이후 설립된 한의과대학의 모태가 되었다. 이 학교에 도교수로 선발되었던 김영훈(1882~1974), 전광옥(1871~1945) 등의 활동이 두드러진다.
유흥기(1831~?) 같은 인물은 김옥균, 박영효, 홍영식, 서광법, 백춘배, 정병하, 이종원 등 개화파 지도자들을 키운 '백의정승'으로 명성을 떨쳤다. 조성찬(1865~1942), 손사준, 심희택 등은 이 시기에 명의로서 장안에 이름을 널리 알린 인물들이었다. 구한말 이들의 활동은 일제의 폭압이라는 길고 긴 터널을 뚫고 지나갈 바탕을 만들었다. 이들의 활동은 현대 한의학의 정신적 자양분이 되었다.
1910년 국권이 일제로 넘어가면서 한의학은 위기에 봉착했다. 일제가 1905년 통감부를 설치하여 한국에 대한 간섭을 본격화하면서 이듬해인 1906년 국립의료기관인 광제원에서 강제로 서양의학 위주의 시험을 치러서 한의사들을 축출하는 등 한의학을 탄압하기 시작한 것이다. 이 무렵 한의들은 고종의 도움으로 1904년 동제의학교를 설립하여 운영하고 있었는데 헤이그 밀사사건으로 후원자인 고종이 강제로 퇴위 되면서 1907년 동제의학교가 폐교되고 모처럼의 한의학 공교육의 기회도 사라지게 되었다.
1913년 일제에 의해 강제로 제정된 의생제도 역시 한의학의 위상을 떨어뜨렸다. 의생제도가 시행되면서 한의사를 '의사라는 호칭보다 아래의 '의생'이라는 호칭으로 격하시켜 부르기 시작했다.
1914년 조선의생회에서는 '한방의약계'라는 학술잡지를 간행하는데, 이 잡지는 한국 최초의 한의학 학술잡지라는데 그 의의가 있다. 전국에 있는 한의사들은 1915년 가을, 공진회라는 산업박람회를 계기로 770여 명이 창덕궁 광장에 모여 전선의생대회를 열었다. 이때 전선의회라는 한의사 단체가 구성되었다. 이 단체의 회장으로는 지석영, 부회장으로는 최동섭, 총무로는 김수철, 임원으로는 조병근, 경도학, 김영훈 등이 선출되었다.
1921년에는 한의사들의 친목과 학술진흥을 목적으로 하는 동서의학연구회라는 단체가 설립되었다. 회장은 김성기, 부회장은 이을우였다. 동서의학연구회는 1923년부터 '동서의학연구회월보'라는 학술지를 간행하면서 학술활동을 활발하게 전개했다. 이 단체는 1936년 4월 18일에 동아일보 후원으로 '통속한의학강연회'를 열고 한의학의 확산을 위해 노력한다. 이때 김영훈은 '폐병과 뇌염에 대하여', 신길구는 '민중보건과 한방약', 조헌영은 '한방의학에서 본 현대병'이라는 제목으로 강연을 했다.
한편, 1935년에는 성주봉을 발행인으로 하는 '충남의약'이 창간되었다. 충남의약은 충남의약조합이라는 충청남도에 조직된 한의약계를 총망라하는 단체에서 간행한 기관지로서 1937년에 '한방의약'이라고 이름을 바꾸어 1942년 제50호까지 간행되었다.
1939년 4월 16일과 17일 양일간 태평동 부민관에서 동양의약협회의 결성식이 거행된다. 이날 창립총회에서는 이사장 김명녀, 부이사장에 조인섭, 이정옥을 선출하고, 의약계를 망라한 42명의 이사를 위촉하여 총무, 재무, 연구사업의 각 부서를 정했다. 또한, 한방의약전문학교와 부속한방병원을 설립하고 학술지 및 한방문헌을 간행하며 한약재의 생산 권장과 조달 등을 실천할 것을 결의했다.
노병희(1850~1918)와 조종대(1873~1922), 강우규(1855~1920)와 심병조(1894~1945) 등은 일제에 저항한 한의사들로 이름이 높다. 이들의 독립운동활동은 청사를 빛내고 있다.
일제강점기 한의사들은 시대적 문제를 해결하기 위해 학술 논쟁을 전개했다. 1934년 조선일보 지면을 통해 소개된 한의학 분흥 논쟁은 특히 유명하다. 당시 조선일보에 실린 조헌영, 장기무, 정근양, 이을호 등의 논쟁은 한의학에 대한 대중적인 관심을 유도해내기에 충분했다.
일제강점기 한의학 학술잡지를 살펴보면 당시 어떤 문제가 주된 논쟁거리였는지 분명해진다. 이 시기 한의들은, 시대에 맞게 한의학을 개량하고 한의사들의 의식을 개혁해 진정한 보건의료인으로서의 자질을 함양시키려고 했으며 한의사에게 주어진 사회적 소명을 수행하여 한의학의 사회 속에서의 위치를 정립할 것을 갈망했다.
1945년 해방과 더불어 한의학을 부흥시키려는 노력의 일환으로 1947년에 동양의학회라는 학술단체가 결성된다. 이 단체는 1947년에 '동양의학'이라는 학술잡지를 간행하면서 조병근, 김영훈, 홍재호, 신채성 등을 명예회장으로 추대하여 한의학 부흥을 위해 노력했다.
교육계에서의 활동도 빛났다. 1946년에 동양의학전문학교설립기성회에 경기도의 한의사들이 경기도의생회관을 기부하는데, 이것이 바탕이 되어 1948년 한의학교육기관인 동양대학관이 설립된다. 박호풍이 초대 학관장을 맡았다. 이 학교는 1951년에 서울한의과대학으로 승격되었고 1953년 동양의약대학을 거쳐 1964년 동양의과대학으로 교명을 바꾸면서 더욱 발전하여 경희대학교 한의과대학의 모태가 되었다. 1957년에는 박성수, 김장헌, 홍성초 3인의 한의사들이 대학교수 자격을 공식적으로 획득하면서 현대 한의과대학 교육이 새로운 발전의 계기를 맞이하게 되었다.
1965년 경희대학교가 동양의과대학을 흡수합병하면서 한국 한의계는 새로운 역사를 열었다. 명문 사학에 한의학과가 설치되어 한의학이란 전통학문이 현대화될 수 있는 계기가 되었다. 경희대학교는 1971년 한국 최초로 한방 병원을 설립하였고 1972년에는 세계 최초로 무약물 침술 마취에 성공해 세계의 주목을 받았다.
한의사제도의 창립도 큰 업적으로 꼽힌다. 1951년 1월 전쟁기간 동안 부산에 임시국회의사당이 마련되었을 때 김영훈, 방주혁, 박성수, 박호풍 등이 적극적으로 국회의원들과 교섭하고 윤무상, 권의수, 이우룡, 정원희 등이 국회에서 증언해 한의사제도가 국회본의회에서 통과되었다. 한의사제도가 완비되면서 대한한의사협회 와 대한한의학회 가 정식으로 출범하여 현재에 이르렀다.
1973년에는 서울에서 제3회 세계침구학술대회가 개최되어 세계 25개국의 학자들 700여 명이 모여서 학술대회를 열었다. 학술대회가 열릴 수 있기까지 배원식의 노력이 빛났다.
976년에는 강효신, 구본홍, 최용태, 유근철 등 4인이 최초로 한의학박사 학위를 받았다. 한의사 제도화 성공 이후로 학위제도에 의한 최초의 박사학위 수여자들이라는 점에서 큰 영예라고 볼 수 있다.
1976년부터 '집념'이라는 드라마로 허준의 동의보감 열풍을 일으킨 이은성은 한의학에 대한 사회적 인식을 제고시킨 인물이다. 1990년에는 드라마 각본을 바탕으로 소설 동의보감이 집필되었고 1999년에는 드라마 '허준'이 제작되면서 한의학에 대한 신뢰가 높아졌다.
최광수, 김만호, 신경희 등은 문화계에서 이름을 떨친 인물들이다. 특히 최광수가 그린 허준, 이제마, 유성룡의 영정과 김만호, 신경희의 글씨가 유명하다. 동양의약대학에서 배구로 국가대표를 지낸 한의사들은 배우회라는 모임을 만들어 활동했다.
개인적 학술활동도 빛난다. 조규철, 임홍근, 허연, 최석근 등은 한의학을 학술적으로 한 단계 도약시키기 위해 학술지를 간행했으며 의료봉사에도 힘썼다.
조선시대부터 이어진 한의사 가문의 활동도 두드러진다. 일부 인물들은 후손들을 한의대에 진학시켜 지금까지 한의사 가문을 이어가고 있다. 춘원당한의원 가문, 홍가비전의 홍순승 가문, 삼성가계로 대표되는 권오진 가문, 전광옥과 전석붕 부자, 박병곤과 아들 박경균 등이 대표적이다. 김기택 교수와 조세형 원장처럼 학문적 사승관계로 끈끈이 이어진 경우도 있다.
한편, 조헌영, 채인식, 맹화섭, 노정우, 신길구, 김상효, 이은팔, 박인규, 한남수, 최주약, 이병행 등 한의학의 신 영역을 개척해나간 선구자들의 활약도 눈에 띈다. 이들은 이론과 임상, 저술 등에서 뛰어난 능력을 발휘하여 한의학에 대한 사회적 인식을 상승시켰다.

## 중국과 일본의 전통 의학과의 비교

### 중국의 중의학
한의학에서는 조선 말기에 동무(東武) 이제마가 기존의 한의학적 사고를 종합하여 현대 한의학으로서의 사상의학을 주창하였으며, 이외에 부양론, 형상의학, 사암침법 등의 다양한 현대 한의학 이론들이 있다. 사상의학은 인간의 체질, 성격에 따라서 약의 처방을 달리하는 맞춤의학으로서, 현대 중의학에는 이러한 내용이 없다.
둘째로 의학과 협력할 수 있는 법적 제약이 어느정도인가에 있다.
중국은 의학과의 결합을 법적, 제도적으로 지원하고 있으나, 한국은 이러한 결합에 있어 많은 제약이 있다. 중국의 경우 중의(中醫)와 서의(西醫) 외에 이들이 결합된 중서의(中西醫)로 삼원화되어 있지만. 아직까지 한의학은 특별히 융화되기보다는 이원화하여 따로 분리되어 다뤄지고 있다.

### 일본의 한방의학(캄포)
메이지 유신 이후 일본에서는 한의사 제도가 사라지고 일원화되었다. 의과대학을 졸업한 의사가 한약(일본에서는 한방약이라고 칭함)처방을 할 수 있고, 침구대학을 졸업한 침구사가 따로 존재했다.
그러나 그 후 일본은 1934년부터 한방에 관심있는 의사들 사이에서 조직적으로 전통의학과 동양의학에 대한 전문 분과 추진이 이루어져 동양의학회가 부활하고, 한방 수련기관 병원들이 생김으로서 한방 전문의들이 동양의학회 소속으로 약 2만여명이 활동 중이다. 즉, 1989년부터 한방 전문 분과 병원에서 수련을 받고, 한방 전문의로 인정을 해주는 제도가 시행되고 있다.
일본동양의학회는 한방 전문의들의 모임이다. 1950년 창립되어 1991년에 정식으로 일본의학회에 등록이 되었다.
영문 정식 명칭은 "The Japan Society for Oriental Medicine(JSOM)으로, 2008년 2월 현재 회장인 이시노 쇼고는 산부인과 전문의로 키타사토연구소 동양의학연구소에 근무하고 있다.
일본에서는 1954년도부터 한방처방에 대한 의료보험이 적용이 되면서 현재 많은 의사들이 한방약 처방을 내리고 있다. 2007년 기준으로 일본 후생성의 발표에 따르면, 인가된 한방약 처방은 210종이며, 이 가운데 의료보험 약가수재는 148종이다.

## 한의학과 중의학의 공통점과 차이점

### 공통점
- 한의학은 중국에서 전래돼 우리나라에서 발달된 고유 의학으로 한의학은 중국에서 비롯된 것이라고 볼 수 있다. 한의학에서 사용하는 대부분의 처방을 중의학에서 사용하고 있고 약재의 이름이나 내용도 비슷하다. 한의학과 중의학 두 학문의 기본적 이론은 같다고 볼 수 있다.[21]

### 차이점
- 중의학은 오행학설이 주도니 내용이고 이를 기초로 음양학설에 기반들 두고 치료한다. 이처럼 중의학이 한의학의 뿌리라고 할 수 있지만 세부적인 부분에서 많은 변화가 있다. 우선 약물 인식에 있어 현대 중의는 약물의 사기오미(四气五味),한열온량(寒热温凉), 귀경이론(归经理论)을 중시한다. 그러나 현대 한의학은 중의와 달리 약물의 효능에 중점을 둔다.치료방법에도 차이가 있다. 중의학과 한의학 모두 '황제내경'과 '음양오행'이론을 기초로 하며 중의는 의종금감,수세보원을 중시하고 한의는 동의보감,동의수세보원을 중시한다.이 학문들에 기반해 중의는 미리 만들어진 약 위주로 치료를 진행한다. 중의는 질병과 처방 중심 연구가 대부분이다. 중의학 관련 책을 보면 모든 편제가 질병과 처방의 나열이고 사람의 생리에 대해 설명한 것은 많지 않다. 중의는 약제에 대해서는 잘 알 수 있지만 세밀한 생리를 이해하기는 어렵다.반면 한의는 중의와는 달리 인체의 발생에서부터 개인의 정확한 생리와 병리적인 상태를 알고자 하므로 한의는 개인 체질에 맞춘 처방을 한다.[22]

- 중의학의 전문화 과정에는 국가가 적극적으로 개입함으로써 국가정책에 의해 전문화를 달성했다. 그러나 한의학은 정책적 지원 없이 독자적인 노력으로 전문화를 추구했다. 뿐만 아니라 오늘날 한의학과 중의학 육성정책에 대한 양국의 지원도 두드러지게 차이를 보이고 있다. 중국사회는 중의학 이용이 한국사회보다 비교적 높고, 이용이 용이한 중의약 개발이 활발하다. 그 결과 중국인들의 일상생활에는 중의약 이용률이 매우 높다.[23]

## 분야

### 기초 연구 분야
- 경혈학
- 본초학
- 방제학
- 생리학
- 병리학
- 해부학
- 예방의학
- 원전학
- 의사학
- 사상의학

### 분과
- 한방내과
- 침구의학과
- 체질의학과
- 한방재활의학과
- 한방신경정신과
- 한방안이비인후피부과
- 한방소아청소년의학과
- 한방여성의학과

## 같이 보기
- 일본한방의학
- 중의학
- 팔강
- 경혈